# The 12th Man – Kampf ums Überleben
The 12th Man – Kampf ums Überleben (Originaltitel: Den 12. mann) ist ein norwegischer Spielfilm des Regisseurs Harald Zwart von 2017. Er spielt 1943 im deutsch besetzten Norwegen und handelt von der Flucht und dem Überlebenskampf eines norwegischen Soldaten, der von der Gestapo gejagt wird.
Der Film beruht auf dem Sachbuch Jan Baalsrud and Those Who Saved Him (2001) von Tore Haug and Astrid Karlsen Scott. Das Buch und der Film erzählen von wahren historischen Begebenheiten während des Zweiten Weltkriegs, die bereits 1955 in dem Buch We Die Alone von David Howarth und dessen Verfilmung Soweit die Kräfte reichen (1957) von Arne Skouen verarbeitet worden sind.

## Handlung
Eine zwölfköpfige Gruppe norwegischer Soldaten, getarnt als Fischer, erreicht 1943 mit einem Fischkutter von Großbritannien aus die norwegische Küste. Ihre Mission, einen von den Nazis genutzten Flugplatz zu zerstören, scheitert, als sie von den Deutschen entdeckt und beschossen werden. Dabei sind sie gezwungen, den Kutter aufzugeben. Elf der norwegischen Soldaten kommen in Gefangenschaft einer Gestapo-Einheit, die der Sturmbannführer Kurt Stage leitet. Der zwölfte Mann, Jan Baalsrud, flüchtet verletzt zu Fuß ins winterliche Landesinnere und durchschwimmt dabei auch eine Bucht. Indes lässt Stage die elf Gefangenen foltern und verhören, ohne von ihnen Auskunft über den Verbleib des zwölften zu erhalten, von dessen Zugehörigkeit zu der Gruppe er aus Dokumenten weiß, die die Gestapo bei ihrer Gefangennahme sichergestellt hat. Einer von ihnen stirbt nach Folter, die übrigen lässt Stage exekutieren.
Über mehr als zwei Monate hinweg flüchtet Baalsrud vor Stage und der Gestapo bei eisigen Temperaturen durch die verschneite Landschaft in Richtung der Grenze zum kriegsneutralen Schweden. Dabei erhält er mehrfach Hilfe von Einheimischen, die ihn mit Nahrung, Kleidung und medizinisch versorgen und vor den Deutschen verstecken. Unterwegs entgeht er so dem Erfrierungstod nur knapp. Nachdem er halb unter einer Lawine begraben wurde, flüchtet er weiter zu Fuß und gelangt in eine Siedlung, wo er vorübergehend auf dem Hof der Geschwister Marius und Gudrun unterkommt. Zu seinem und ihrem eigenen Schutz bringen sie ihn nach einiger Zeit auf die andere Seite eines nahen Gewässers in eine abgelegene Hütte, wo er einige Tage lang ausharrt. Dabei verstärkt sich der Wundbrand an seinem Fuß, unter starken Schmerzen hat er Alpträume und Halluzinationen. Die Schmerzen werden so stark, dass er sich zwei verletzte Zehen selbst amputiert.
Da die Deutschen auf der Suche nach Baalsrud weiter vorrücken, bringt Marius ihn mit Helfern weiter bis in ein Versteck unter einem Felsen, wo er von anderen Widerstandskämpfern übernommen werden soll. Die Übernahme verzögert sich jedoch durch ein Missverständnis, sodass Baalsrud tagelang und bei eisiger Kälte dort ausharrt, bis das Missverständnis auffällt. Es gelingt den Einheimischen schließlich, Baalsrud auf einen Schlitten zu legen, der von einem Rentier inmitten einer Rentierherde in Richtung der schwedischen Grenze gezogen wird und so den Deutschen zunächst nicht auffällt. Kurz vor Erreichen der Grenze verunfallt er mit dem Schlitten und wird von den deutschen Grenzschützern entdeckt. Mit etwas Glück und der Hilfe eines Rentiers gelingt ihm aber schließlich die Passage der Grenze nach Schweden, wo er in Sicherheit ist.

## Veröffentlichung
In den norwegischen Kinos startete der Film am 25. Dezember 2017. In Deutschland erschien er am 7. Juni 2018 auf DVD und Blu-ray und wurde dort auch als Video-on-Demand angeboten.

## Kritik
Der Filmdienst bewertete den Film mit drei von fünf möglichen Sternen und hob lobend hervor, dass vor allem die beeindruckenden Landschaftsaufnahmen Schwächen wie ungenügend differenzierte Figurenzeichnungen ausglichen. Auch bei Variety gab es Lob: Es handele sich um ein mitreißendes Abenteuer mit erstklassiger technischer Umsetzung, durch Anklänge von Untertreibung werde der Film nicht melodramatisch und damit nicht unplausibel. Zuspruch gab es auch vom Magazin The Hollywood Reporter: Trotz gelegentlicher kitschiger Momente, sei der Film durchweg fesselnd und spannend, auch durch die Leistungen seiner Hauptdarsteller.
Die Redaktion von Cinema bescheinigte, dem niederländischen Regisseur Harald Zwart („Karate Kid“) sei „ein packendes, schnörkelloses Survivaldrama vor grandioser Naturkulisse“ gelungen. Das Fazit lautete daher „Bewegende, fesselnde Hatz ganz ohne Pathos“.

## Auszeichnungen
Der Film wurde viermal für einen Amanda-Preis nominiert. Drei der Nominierungen waren erfolgreich, darunter in den Kategorien Beste visuelle Effekte und Beste Tongestaltung. Außerdem gab es vier Nominierungen, von denen eine erfolgreich war, beim Trondheimer Filmfestival Kosmorama.